# Сомех, Сассон
Сассон Сомех (араб. ساسون سوميخ‎, ивр. ששון סומך‎, 21 сентября 1933, Багдад — 18 августа 2019, Тель-Авив) — израильский учёный, писатель и переводчик. Был почётным профессором современной арабской литературы в Тель-Авивском университете.

## Биография
Сассон Сомех родился в Багдаде в светской еврейской семье. В 1951 году Сомех и его семья репатриировались в Израиль. В то время он не знал иврита, но начал серьёзно его изучать, чтобы достичь своей цели и стать переводчиком арабской поэзии на иврит. Его первый перевод был опубликован в 1954 году в журнале «Нер», издаваемом Ихуд («Единство»), ассоциацией, основанной Джудой Магнесом и посвящённой продвижению арабо-еврейского примирения.

## Академическая карьера
Сомех получил степень бакалавра иврита и еврейской истории в Тель-Авивском университете и степень магистра лингвистики семитских языков в Еврейском университете в Иерусалиме. В 1962—1965 годах Сомех занимал должность учёного секретаря Академии языка иврит. Он защитил докторскую диссертацию в Оксфордском университете в 1966—1968 годах. Предметом его исследований были романы Нагиба Махфуза, особенно Каирская трилогия. С годами Махфуз и Сомех подружились. Научным руководителем при написании диссертации был египетский учёный Мустафа Бадави.
По возвращении в Израиль Сомех стал преподавателем арабской литературы. В 1972—1984 годах он занимал должность заведующего кафедрой арабского языка и литературы Тель-Авивского университета. В 1980 году стал профессором. С 1982 по 2003 год возглавлял кафедру арабской литературы. В 1996—1998 годах он возглавлял Израильский академический центр в Каире, был приглашённым профессором в Принстонском университете, Колледже Святого Антония в Оксфорде, Исследовательском институте Анненберга, Нью-Йоркском университете и Университете Упсалы. В 2004 году получил звание почётного доктора Университета Бен-Гуриона.
Сассон Сомех — один из основателей Академии арабского языка в Израиле, созданной в декабре 2007 года в сотрудничестве с несколькими бывшими студентами.
Написал десять книг, осуществил множество переводов с арабского на иврит, среди его произведений — четыре антологии современной арабской поэзии и около 90 статей в академических журналах. За последние 50 лет Сомех опубликовал сотни статей в литературных журналах и приложениях, таких как «Итон-77», «Хеликон» и «Мознаим». Его статьи касаются в основном современной арабской литературы и писателей, связей между арабской и еврейской литературой и каирской генизой. Он был постоянным сотрудником газеты «Гаарец».

## Награды и признание
В 2005 году Сомех был удостоен премии Израиля за исследования Ближнего Востока.

## Автобиография
В возрасте 70 лет Сомех написал первый том своей автобиографии «Багдад вчерашний». Книга была опубликована на иврите и переведена на арабский, английский и турецкий языки. В ней Сомех описывает первые 17 лет своей жизни: светского еврейского ребёнка, затем подростка, из светской еврейской семьи в Багдаде. Сомех показывает, что образованный средний класс, добившийся известности в 1930-х и 40-х годах, оказал основное влияние на нормы жизни в еврейской общине. Кроме того, он изображает иракских евреев, поддерживающих добрососедские отношения со своими соседями-мусульманами — возможно, не идиллические, но основанные на взаимном уважении.
Второй том, Ямим Хазуйим («Назови это сновидением»), был опубликован в 2008 году. В нём описывается жизнь автора в Тель-Авиве, Оксфорде, Принстоне и Каире в период с 1951 по 2000 год. Книга описывает четыре главных города его жизни: Тель-Авив, где он жил и работал 40 лет профессором арабской литературы; Оксфорд, где он получил докторскую степень; Принстон, где он был приглашённым профессором в 1970-х и 80-х годах; и Каир — город, в котором он провёл много литературных исследований и где он возглавлял Израильский академический центр.

## Публикации на английском языке

### Книги
- Baghdad, Yesterday : The Making of an Arab Jew / Sasson Somekh. Jerusalem : Ibis Editions, 2007[9], ISBN 978-9659012589
- The Changing Rhythm: A Study of Najib Mahfuz’s Novels/Sasson Somekh. Leiden: Brill, 1973, ISBN 978-9004035874
- Genre and language in modern Arabic literature / Sasson Somekh. Wiesbaden : O. Harrassowitz, 1991, ISBN 3-447-03133-6

### Статьи
- «The Sad Millenarian: An Examination of Awlad Haratina», Middle Eastern Studies 7, 49-61, 1971
- «Two Versions of Dialogue in Mahmud Taymur’s Drama», Princeton Near East Paper No. 21, Princeton, 1975
- «Language and Theme in the Short Stories of Yusuf Idris», Journal of Arabic Literature 4, 89-100, 1975
- «The Transformation of 'Ghalwa», Journal of Arabic Literature 6 (1976), 101—119
- « The Diglotic Dilemma in the Drama of Tawfiq al-Hakim», Israel Oriental Studies 9, 392—403, 1983
- «The Function of Sound in the Stories of Yusuf Idris», Journal of Arabic Literature 16, 95-104, 1985
- «The Participation of Egyptian Jews in Modern Arabic Culture», The Jews of Egypt in Modern Times, Shimon Shamir (ed.), Boulder: Westview, 130—140, 1986
- «A Minute to Midnight: War and Peace in the Novels of Naguib Mahfouz», Middle East Review 20:2, 7-19, 1987
- «Shelley in Neoclassical Arabic», Edebiyat, NS, Vol. I, No.2, 89-100, 1989
- «Modern Arabic Poetry and its Medieval Palimpsest», Edebiyat, NS, 3:1, 105—118, 1989
- «Cold, Tall Houses: The Jewish Neighbor in the Works of Arab Authors», Jerusalem Quarterly 52, 26-35, 1989
- «Lost Voices: Jewish Authors in Modern Arabic Literature», in Jews Among Arabs: Contact and Boundaries, Mark R. Cohen and Abraham L. Udovitch (eds.), Princeton: Darwin Press, 9-20, 1989
- «The Essence of Naguib Mahfouz», The Tel-Aviv Review 2, 244—257, 1990
- (with Mark R. Cohen), «In the Court of Ya’qub Ibn Killis: A Fragment from the Cairo Geniza», Jewish Quarterly Review 80, 283—314, 1990
- «The Neo-Classical Arabic Poets», in Modern Arabic Literature, Cambridge History of Arabic Literature, M.M. Badawi (ed.), Cambridge: CUP, 26-81, 1992
- «Colloquialized Fusha in Modern Arabic Prose Fiction», Jerusalem Studies in Arabic and Islam 16, 176—194, 1993
- «Structure of Silence: A Reading of Yusuf’s Idris’s 'Bayt Min Lahm'», Writer, Culture, Text: Studies in Modern Arabic Literature, Ami Elad (ed.) Frediction: York Press, 56-61, 1993
- «Biblical Echoes in Modern Arabic Literature», Journal of Arabic Literature 26, 186—200, 1995
- «Vestiges of Saadia’s Tafsir in Modern Arabic Bibles», Judaism and Islam: Boundaries, Communication and Interaction: Essays in Honor of William M. Brinner, B. Hary, F. Aster, J. Hayes (eds.), Leiden: Brill, 227—236, 2000